# Liste der Torschützenkönige der Copa Libertadores
Die Liste der Torschützenkönige der Copa Libertadores umfasst alle Torschützenkönige des seit 1960 zunächst als Copa Campeones de América ausgespielten Wettbewerbes.
Der Ecuadorianer Alberto Spencer war 1960 mit sieben Toren der erste Torschützenkönig der Copa Libertadores. Rekordtorschützenkönig ist der Uruguayer Fernando Morena mit drei Titeln; Rekordtorschütze in einer Saison der Argentinier Daniel Onega mit 17 Toren aus dem Jahr 1966. Aktueller Titelträger mit elf Toren in der Copa Libertadores 2024 ist der Brasilianer Júnior Santos (Botafogo FR).
Bisher gelang es drei Spielern ihren Titel aus der Vorsaison zu verteidigen, unabhängig davon, ob sie allein Titelträger waren oder sich diesen mit anderen Spielern teilen mussten. Dies waren der Uruguayer Fernando Morena (1974, 1975), der Argentinier Néstor Leonel Scotta (1977, 1978) und der Paraguayer Salvador Cabañas (2007, 2008).

## Torschützenkönige
| Saison | Spieler               | Verein                    | Tore |
| ------ | --------------------- | ------------------------- | ---- |
| 1960   | Alberto Spencer       | Peñarol Montevideo        | 7    |
| 1961   | Osvaldo Panzutto      | Independiente Santa Fe    | 4    |
| 1962   | Alberto Spencer       | Peñarol Montevideo        | 6    |
| 1962   | Coutinho              | FC Santos                 | 6    |
| 1962   | Enrique Raymondi      | Club Sport Emelec         | 6    |
| 1963   | José Sanfilippo       | Boca Juniors              | 7    |
| 1964   | Mario Rodríguez       | CA Independiente          | 6    |
| 1965   | Pelé                  | FC Santos                 | 8    |
| 1966   | Daniel Onega          | River Plate               | 17   |
| 1967   | Norberto Raffo        | Racing Club               | 14   |
| 1968   | Tupãzinho             | Palmeiras São Paulo       | 11   |
| 1969   | Alberto Ferrero       | CD Santiago Wanderers     | 8    |
| 1970   | Francisco Bertocchi   | LDU Quito                 | 9    |
| 1970   | Óscar Mas             | River Plate               | 9    |
| 1971   | Raúl Castronovo       | Peñarol Montevideo        | 10   |
| 1971   | Luis Artime           | Nacional Montevideo       | 10   |
| 1972   | Toninho               | FC São Paulo              | 06   |
| 1972   | Teófilo Cubillas      | Alianza Lima              | 06   |
| 1972   | Percy Rojas           | Alianza Lima              | 06   |
| 1972   | Oswaldo Ramírez       | Universitario de Deportes | 06   |
| 1973   | Carlos Caszely        | CSD Colo-Colo             | 9    |
| 1974   | Fernando Morena       | Peñarol Montevideo        | 7    |
| 1974   | Terto                 | FC São Paulo              | 7    |
| 1974   | Pedro Rocha           | FC São Paulo              | 7    |
| 1975   | Fernando Morena       | Peñarol Montevideo        | 8    |
| 1975   | Oswaldo Ramírez       | Universitario de Deportes | 8    |
| 1976   | Palinha               | Cruzeiro Belo Horizonte   | 13   |
| 1977   | Néstor Scotta         | Deportivo Cali            | 5    |
| 1977   | Juan César Silva      | Portuguesa FC             | 5    |
| 1978   | Néstor Scotta         | Deportivo Cali            | 8    |
| 1978   | Guillermo La Rosa     | Alianza Lima              | 8    |
| 1979   | Miltão                | Guarani FC                | 6    |
| 1979   | Juan José Oré         | Universitario de Deportes | 6    |
| 1980   | Waldemar Victorino    | Nacional Montevideo       | 6    |
| 1981   | Zico                  | Flamengo Rio de Janeiro   | 11   |
| 1982   | Fernando Morena       | Peñarol Montevideo        | 7    |
| 1983   | Arsenio Luzardo       | Nacional Montevideo       | 8    |
| 1984   | Tita                  | Flamengo Rio de Janeiro   | 8    |
| 1985   | / Juan Carlos Sánchez | Club Blooming             | 11   |
| 1986   | Juan Carlos de Lima   | Deportivo Quito           | 9    |
| 1987   | Ricardo Gareca        | América de Cali           | 7    |
| 1988   | Arnoldo Iguarán       | Millonarios FC            | 5    |
| 1989   | Carlos Aguilera       | Peñarol Montevideo        | 10   |
| 1989   | Raúl Vicente Amarilla | Club Olimpia              | 10   |
| 1990   | Adriano Samaniego     | Club Olimpia              | 7    |
| 1991   | Gaúcho                | Flamengo Rio de Janeiro   | 8    |
| 1992   | Palhinha              | FC São Paulo              | 7    |
| 1993   | Juan Carlos Almada    | CD Universidad Católica   | 9    |
| 1994   | Stalin Rivas          | AC Minervén FC            | 7    |
| 1995   | Mário Jardel          | Grêmio Porto Alegre       | 12   |
| 1996   | Antony de Ávila       | América de Cali           | 11   |

| Saison                                        | Spieler            | Verein                     | Tore |
| --------------------------------------------- | ------------------ | -------------------------- | ---- |
| 1997                                          | Beto Acosta        | CD Universidad Católica    | 11   |
| 1998                                          | Sergio João        | Club Bolívar               | 10   |
| 1999                                          | Fernando Baiano    | Corinthians São Paulo      | 6    |
| 1999                                          | Víctor Bonilla     | Deportivo Cali             | 6    |
| 1999                                          | Gauchinho          | Club Cerro Porteño         | 6    |
| 1999                                          | Ruberth Morán      | Estudiantes de Mérida      | 6    |
| 1999                                          | Rubén Sosa         | Nacional Montevideo        | 6    |
| 1999                                          | Martín Zapata      | Deportivo Cali             | 6    |
| 2000                                          | Luizão             | Corinthians São Paulo      | 15   |
| 2001                                          | Wellington Lopes   | Palmeiras São Paulo        | 9    |
| 2002                                          | Rodrigo Mendes     | Grêmio Porto Alegre        | 10   |
| 2003                                          | Marcelo Delgado    | Boca Juniors               | 9    |
| 2003                                          | Ricardo Oliveira   | FC Santos                  | 9    |
| 2004                                          | Luís Fabiano       | FC São Paulo               | 8    |
| 2005                                          | Santiago Salcedo   | Club Cerro Porteño         | 9    |
| 2006                                          | Aloísio            | FC São Paulo               | 5    |
| 2006                                          | Félix Borja        | CD El Nacional             | 5    |
| 2006                                          | José Luis Calderón | Estudiantes de La Plata    | 5    |
| 2006                                          | Agustín Delgado    | LDU Quito                  | 5    |
| 2006                                          | Sebastián Ereros   | CA Vélez Sarsfield         | 5    |
| 2006                                          | Ernesto Farías     | River Plate                | 5    |
| 2006                                          | Fernandão          | Internacional Porto Alegre | 5    |
| 2006                                          | Marcinho           | Palmeiras São Paulo        | 5    |
| 2006                                          | Daniel Montenegro  | River Plate                | 5    |
| 2006                                          | Nilmar             | Corinthians São Paulo      | 5    |
| 2006                                          | Jorge Quinteros    | CD Universidad Católica    | 5    |
| 2006                                          | Mariano Pavone     | Estudiantes de La Plata    | 5    |
| 2006                                          | Patricio Urrutia   | LDU Quito                  | 5    |
| 2006                                          | Washington         | Palmeiras São Paulo        | 5    |
| 2007                                          | Salvador Cabañas   | Club América               | 10   |
| 2008                                          | Salvador Cabañas   | Club América               | 8    |
| 2008                                          | Marcelo Moreno     | Cruzeiro Belo Horizonte    | 8    |
| 2009                                          | Mauro Boselli      | Estudiantes de La Plata    | 8    |
| 2010                                          | Thiago Ribeiro     | Cruzeiro Belo Horizonte    | 8    |
| 2011                                          | Roberto Nanni      | Club Cerro Porteño         | 7    |
| 2011                                          | Wallyson           | Cruzeiro Belo Horizonte    | 7    |
| 2012                                          | Matías Alustiza    | Deportivo Quito            | 8    |
| 2012                                          | Neymar             | FC Santos                  | 8    |
| 2013                                          | Jô                 | Atlético Mineiro           | 7    |
| 2014                                          | Nicolás Olivera    | Defensor Sporting Club     | 5    |
| 2014                                          | Julio dos Santos   | Club Cerro Porteño         | 5    |
| 2015                                          | Gustavo Bou        | Racing Club de Avellaneda  | 8    |
| 2016                                          | Jonathan Calleri   | FC São Paulo               | 9    |
| 2017                                          | José Sand          | CA Lanús                   | 9    |
| 2018                                          | Wilson Morelo      | Independiente Santa Fe     | 9    |
| 2018                                          | Miguel Borja       | Palmeiras São Paulo        | 9    |
| 2019                                          | Gabriel Barbosa    | Flamengo Rio de Janeiro    | 9    |
| 2020                                          | Fidel Martínez     | Barcelona Sporting Club    | 8    |
| 2021                                          | Gabriel Barbosa    | Flamengo Rio de Janeiro    | 11   |
| 2022                                          | Pedro              | Flamengo Rio de Janeiro    | 12   |
| 2023                                          | Germán Cano        | Fluminense Rio de Janeiro  | 13   |
| 2024                                          | Júnior Santos      | Botafogo FR                | 10   |
| Jeweiliger Sieger des Wettbewerbs Rekordmarke |                    |                            |      |

## Ranglisten
Rekordtitelträger ist der Uruguayer Fernando Morena mit drei Titeln; die Rangliste der Vereine aus deren Reihen die Torschützenkönige stammen, führen CA Peñarol und FC São Paulo mit 7 und die Rangliste der Länder, aus denen die Torschützenkönige stammen, Brasilien mit 32 Titelträgern an.
| Rang | Spieler          | Titel |
| ---- | ---------------- | ----- |
| 1    | Fernando Morena  | 3     |
| 2    | Salvador Cabañas | 2     |
|      | Oswaldo Ramírez  | 2     |
|      | Néstor Scotta    | 2     |
|      | Alberto Spencer  | 2     |
|      | Gabriel Barbosa  | 2     |

| Rang | Klub                    | Titel |
| ---- | ----------------------- | ----- |
| 1    | Peñarol Montevideo      | 7     |
|      | FC São Paulo            | 7     |
| 3    | Flamengo Rio de Janeiro | 6     |
| 4    | Cruzeiro Belo Horizonte | 4     |
|      | Deportivo Cali          | 4     |
|      | Nacional Montevideo     | 4     |
|      | River Plate             | 4     |
|      | FC Santos               | 4     |
|      | Club Cerro Porteño      | 4     |
|      | Palmeiras São Paulo     | 4     |
| 11   | Corinthians São Paulo   | 3     |
|      | Alianza Lima            | 3     |
|      | CD Universidad Católica | 3     |

| Rang | Land        | Titel |
| ---- | ----------- | ----- |
| 1    | Brasilien   | 33    |
| 2    | Argentinien | 29    |
| 3    | Uruguay     | 9     |
| 4    | Ecuador     | 8     |
| 5    | Peru        | 6     |
|      | Paraguay    | 6     |
| 7    | Kolumbien   | 5     |
| 8    | Bolivien    | 2     |
|      | Venezuela   | 2     |
| 10   | Chile       | 1     |